# You Make It Easy
«You Make It Easy» — песня американского кантри-певца Джейсона Олдина, вышедшая 26 января 2018 года в качестве первого сингла из восьмого студийного альбома Олдина Rearview Town (2018). Сингл достиг первого места в кантри-чарте Country Airplay и в Canada Country, а также получил платиновые сертификации в США и Канаде.

## История
Келли, Брайан и Тайлер Хаббард, составляющие дуэт Florida Georgia Line, написали песню вместе с Морганом Уолленом и Джорданом Шмидтом. Это четвёртая песня, написанная дуэтом в соавторстве, которую записал Олдин, после синглов «Burnin’ It Down» и «Lights Come On», а также альбомной композиции «Black Tears».
По словам Уоллена, Хаббарда вдохновила его жена Хейли и те отношения, которые сложились между ними, несмотря на то, что Хаббард постоянно находится в разъездах как музыкант. Уоллен также заявил, что у него была написана большая часть песни, начиная с хука, когда Шмидт добавил «грув». В песне использована временная сигнатура 6/8, которую Силлеа Хоутон из Taste of Country сравнила с хитом Кита Урбана 2017 года «Blue Ain’t Your Color». В ней Олдин поет о любви к своей жене и о том, как ей «легко» любить ее в ответ.

## Коммерческий успех
В чарте от 3 февраля 2018 года песня «You Make It Easy» дебютировала под номером 26 в чарте Billboard Country Airplay. На следующей неделе она дебютировала на 28-м месте в основном американском хит-параде Billboard Hot 100 благодаря высоким цифровым продажам. Песня достигла первого места в чарте Country Airplay от 5 мая 2018 года, став 18-м хитом номер один для Олдина.
За первую неделю продаж «You Make It Easy» разошлась тиражом 77 000 копий. Она стала самой продаваемой кантри-песней недели. По состоянию на январь 2019 года в США было продано 601 000 копий.

## Музыкальное видео
На песню снят трехсерийный клип продолжительностью 15 минут, режиссером которого выступил Шон Сильва. В нем актер Люк Бенвард играет человека, пострадавшего в автокатастрофе. Сильва сказал, что его вдохновил клип на песню «What Hurts the Most» группы Rascal Flatts, который он также снял.

## Чарты
| Чарт (2018)                         | Высшая позиция |
| ----------------------------------- | -------------- |
| Канада (Billboard Canadian Hot 100) | 63             |
| Канада (Billboard Country)          | 1              |
| США (Billboard Hot 100)             | 28             |
| США (Billboard Country Airplay)     | 1              |
| США (Billboard Hot Country Songs)   | 2              |

| Чарт (2018)                      | Позиция |
| -------------------------------- | ------- |
| US Billboard Hot 100             | 70      |
| US Country Airplay (Billboard)   | 22      |
| US Hot Country Songs (Billboard) | 4       |

## Сертификации
| Регион                                                                      | Сертификация  | Продажи |
| --------------------------------------------------------------------------- | ------------- | ------- |
| Канада (Music Canada)                                                       | 3× Платиновый | 240 000 |
| США (RIAA)                                                                  | 6× Платиновый | 601,000 |
| Данные о продажах + прослушиваниях приведены только на основе сертификации. |               |         |